# Tour de France 2000
Den 87. udgave af Tour de France blev afviklet i perioden 1. – 23. juli 2000. Touren var 3.630 km og startede med en prolog i temaparken Futuroscope, og fortsatte (mod klokken) gennem Frankrig, og indenom Schweiz og Tyskland. 
Før løbet var Lance Armstrong, uretmæssigt vinderen fra 1999, Jan Ullrich, vinder fra 1997 og andenplads i 1996 og 1998, og 1998-vinderen Marco Pantani de største favoritter. I tillæg var Richard Virenque, Fernando Escartin, Bobby Julich, Alexander Vinokourov og Alex Zülle blandt favoritterne.
Amerikaneren Lance Armstrong vandt på uretmæsssig vis (vha doping) sin anden sejr, tyskeren Erik Zabel vandt sin femte pointtrøje, og columbianeren Santiago Botero vandt bjergtrøjen. Hollænderen Erik Dekker vandt tre etaper, italieneren Marco Pantani og belgieren Tom Steels to hver.

## Etaperne
| Etape     | Dag      | Start - Mål                     | km         | Etapevinder           | Gule trøje       |
| --------- | -------- | ------------------------------- | ---------- | --------------------- | ---------------- |
| Prolog    | 1. juli  | Futuroscope                     | 16.5 (ITT) | David Millar          | David Millar     |
| 1. etape  | 2. juli  | Futuroscope – Loudun            | 194        | Tom Steels            | David Millar     |
| 2. etape  | 3. juli  | Loudun – Nantes                 | 161.5      | Tom Steels            | David Millar     |
| 3. etape  | 4. juli  | Nantes – Saint-Nazaire          | 70 (TTT)   | ONCE                  | Laurent Jalabert |
| 4. etape  | 5. juli  | Vannes – Vitré                  | 202        | Marcel Wüst           | Laurent Jalabert |
| 5. etape  | 6. juli  | Vitré – Tours                   | 198.5      | Leon van Bon          | Alberto Elli     |
| 6. etape  | 7. juli  | Tours – Limoges                 | 202.5      | Christophe Agnolutto  | Alberto Elli     |
| 7. etape  | 8. juli  | Limoges – Villeneuve-sur-Lot    | 203.5      | Erik Dekker           | Alberto Elli     |
| 8. etape  | 9. juli  | Agen – Dax                      | 220        | Paolo Bettini         | Alberto Elli     |
| 9. etape  | 10. juli | Dax – Lourdes-Hautacam          | 205        | Javier Otxoa          | Lance Armstrong  |
| 10. etape | 11. juli | Bagnères-de-Bigorre – Revel     | 218.5      | Erik Dekker           | Lance Armstrong  |
| Hviledag  |          |                                 |            |                       |                  |
| 11. etape | 13. juli | Carpentras – Mont Ventoux       | 149        | Marco Pantani         | Lance Armstrong  |
| 12. etape | 14. juli | Avignon – Draguignan            | 185.5      | Vicente Garcia Acosta | Lance Armstrong  |
| 13. etape | 15. juli | Draguignan – Briançon           | 249.5      | Santiago Botero       | Lance Armstrong  |
| 14. etape | 16. juli | Briançon – Courchevel           | 173.5      | Marco Pantani         | Lance Armstrong  |
| Hviledag  |          |                                 |            |                       |                  |
| 15. etape | 18. juli | Courchevel – Morzine            | 196.5      | Richard Virenque      | Lance Armstrong  |
| 16. etape | 19. juli | Evian-les-Bains – Lausanne      | 155        | Erik Dekker           | Lance Armstrong  |
| 17. etape | 20. juli | Lausanne – Freiburg im Breisgau | 246.5      | Salvatore Commesso    | Lance Armstrong  |
| 18. etape | 21. juli | Freiburg im Breisgau – Mulhouse | 58.5 (ITT) | Lance Armstrong       | Lance Armstrong  |
| 19. etape | 22. juli | Belfort – Troyes                | 254.5      | Erik Zabel            | Lance Armstrong  |
| 20. etape | 23. juli | Paris – Paris Champs-Élysées    | 138        | Stefano Zanini        | Lance Armstrong  |